# Wereldbeker schaatsen 2011/2012 - Wereldbeker 6
De Wereldbeker schaatsen 2011/2012 Wereldbeker 6  was de zesde wedstrijd van het Wereldbekerseizoen die van 2 tot en met 4 maart 2012 plaatsvond in Thialf in Heerenveen, Nederland. Tijdens deze wereldbekerwedstrijd werd de teamsprint verreden als demonstratieonderdeel.

## Tijdschema
| Datum            | Tijd  | Onderdeel                                                                                              |
| ---------------- | ----- | --- |
| Vrijdag 2 maart  | 16:00 | 1e 500 m vrouwen 1e 500 m mannen 5000 m vrouwen 1500 m mannen                                          |
| Zaterdag 3 maart | 13:15 | 2e 500 m vrouwen 2e 500 m mannen 1500 m vrouwen 10.000 m mannen                                        |
| Zondag 4 maart   | 14:00 | 1000 m vrouwen 1000 m mannen massastart vrouwen massastart mannen teamsprint vrouwen teamsprint mannen |

## Belgische deelnemers
| 1500m      | Mannen  | Bart Swings    | A            |                |                |  |  |  |  |  |  |
|            |         |                |              |                |                |  |  |  |  |  |  |
| 10.000m    | Mannen  | Bart Swings    | A            |                |                |  |  |  |  |  |  |
| 5000m      | Vrouwen | Jelena Peeters | B            |                |                |  |  |  |  |  |  |
|            |         |                |              |                |                |  |  |  |  |  |  |
| Massastart | Mannen  | Ferre Spruyt   | Ferre Spruyt | Bart Swings    | Bart Swings    |  |  |  |  |  |  |
| Massastart | Vrouwen | Nele Armée     | Nele Armée   | Jelena Peeters | Jelena Peeters |  |  |  |  |  |  |

De beste Belg per afstand is vet gezet

## Nederlandse deelnemers
| Afstand    | Geslacht | Deelnemers, A- of B-groep                                                                    | Deelnemers, A- of B-groep                                                                    | Deelnemers, A- of B-groep                                                                    | Deelnemers, A- of B-groep                                                                    | Deelnemers, A- of B-groep                                                                    | Deelnemers, A- of B-groep                                                                    | Deelnemers, A- of B-groep                                                                    | Deelnemers, A- of B-groep                                                                    | Deelnemers, A- of B-groep                                                                    | Deelnemers, A- of B-groep                                                                    |
| ---------- | -------- | -------------------------------------------------------------------------------------------- | -------------------------------------------------------------------------------------------- | -------------------------------------------------------------------------------------------- | -------------------------------------------------------------------------------------------- | -------------------------------------------------------------------------------------------- | -------------------------------------------------------------------------------------------- | -------------------------------------------------------------------------------------------- | -------------------------------------------------------------------------------------------- | -------------------------------------------------------------------------------------------- | -------------------------------------------------------------------------------------------- |
| 1e 500m    | Mannen   | Stefan Groothuis                                                                             | A                                                                                            | Jesper Hospes                                                                                | A                                                                                            | Michel Mulder                                                                                | A                                                                                            | Hein Otterspeer                                                                              | A                                                                                            | Jan Smeekens                                                                                 | A                                                                                            |
| 1e 500m    | Vrouwen  | Margot Boer                                                                                  | A                                                                                            | Annette Gerritsen                                                                            | A                                                                                            | Mayon Kuipers                                                                                | A                                                                                            | Thijsje Oenema                                                                               | A                                                                                            | Laurine van Riessen                                                                          | A                                                                                            |
|            |          |                                                                                              |                                                                                              |                                                                                              |                                                                                              |                                                                                              |                                                                                              |                                                                                              |                                                                                              |                                                                                              |                                                                                              |
| 2e 500m    | Mannen   | Jesper Hospes                                                                                | A                                                                                            | Michel Mulder                                                                                | A                                                                                            | Ronald Mulder                                                                                | A                                                                                            | Hein Otterspeer                                                                              | A                                                                                            | Jan Smeekens                                                                                 | A                                                                                            |
| 2e 500m    | Vrouwen  | Margot Boer                                                                                  | A                                                                                            | Annette Gerritsen                                                                            | A                                                                                            | Mayon Kuipers                                                                                | A                                                                                            | Thijsje Oenema                                                                               | A                                                                                            | Laurine van Riessen                                                                          | A                                                                                            |
|            |          |                                                                                              |                                                                                              |                                                                                              |                                                                                              |                                                                                              |                                                                                              |                                                                                              |                                                                                              |                                                                                              |                                                                                              |
| 1000m      | Mannen   | Stefan Groothuis                                                                             | A                                                                                            | Michel Mulder                                                                                | A                                                                                            | Kjeld Nuis                                                                                   | A                                                                                            | Hein Otterspeer                                                                              | A                                                                                            | Sjoerd de Vries                                                                              | A                                                                                            |
| 1000m      | Vrouwen  | Margot Boer                                                                                  | A                                                                                            | Annette Gerritsen                                                                            | A                                                                                            | Marrit Leenstra                                                                              | A                                                                                            | Laurine van Riessen                                                                          | A                                                                                            | Ireen Wüst                                                                                   | A                                                                                            |
|            |          |                                                                                              |                                                                                              |                                                                                              |                                                                                              |                                                                                              |                                                                                              |                                                                                              |                                                                                              |                                                                                              |                                                                                              |
| 1500m      | Mannen   | Stefan Groothuis                                                                             | A                                                                                            | Rhian Ket                                                                                    | A                                                                                            | Kjeld Nuis                                                                                   | A                                                                                            | Koen Verweij                                                                                 | A                                                                                            | Lars Elgersma                                                                                | B                                                                                            |
| 1500m      | Vrouwen  | Margot Boer                                                                                  | A                                                                                            | Paulien van Deutekom                                                                         | A                                                                                            | Marrit Leenstra                                                                              | A                                                                                            | Diane Valkenburg                                                                             | A                                                                                            | Ireen Wüst                                                                                   | A                                                                                            |
|            |          |                                                                                              |                                                                                              |                                                                                              |                                                                                              |                                                                                              |                                                                                              |                                                                                              |                                                                                              |                                                                                              |                                                                                              |
| 10.000m    | Mannen   | Jorrit Bergsma                                                                               | A                                                                                            | Bob de Jong                                                                                  | A                                                                                            | Douwe de Vries                                                                               | A                                                                                            | Bob de Vries                                                                                 | B                                                                                            | Rob Hadders                                                                                  | B                                                                                            |
| 5000m      | Vrouwen  | Marije Joling                                                                                | A                                                                                            | Diane Valkenburg                                                                             | A                                                                                            | Carlijn Achtereekte                                                                          | B                                                                                            | Jorien Voorhuis                                                                              | B                                                                                            | Annouk van der Weijden                                                                       | B                                                                                            |
|            |          |                                                                                              |                                                                                              |                                                                                              |                                                                                              |                                                                                              |                                                                                              |                                                                                              |                                                                                              |                                                                                              |                                                                                              |
| Massastart | Mannen   | Crispijn Ariens                                                                              | Crispijn Ariens                                                                              | Jorrit Bergsma                                                                               | Jorrit Bergsma                                                                               | Arjan Stroetinga                                                                             | Arjan Stroetinga                                                                             |                                                                                              |                                                                                              |                                                                                              |                                                                                              |
| Massastart | Vrouwen  | Janneke Ensing                                                                               | Janneke Ensing                                                                               | Mariska Huisman                                                                              | Mariska Huisman                                                                              | Foske Tamar van der Wal                                                                      | Foske Tamar van der Wal                                                                      |                                                                                              |                                                                                              |                                                                                              |                                                                                              |
|            |          |                                                                                              |                                                                                              |                                                                                              |                                                                                              |                                                                                              |                                                                                              |                                                                                              |                                                                                              |                                                                                              |                                                                                              |
| Teamsprint | Mannen   | Team Nederland 1: ?, ? en ?Team Nederland 2: Jesper Hospes, Michel Mulder en Sjoerd de Vries | Team Nederland 1: ?, ? en ?Team Nederland 2: Jesper Hospes, Michel Mulder en Sjoerd de Vries | Team Nederland 1: ?, ? en ?Team Nederland 2: Jesper Hospes, Michel Mulder en Sjoerd de Vries | Team Nederland 1: ?, ? en ?Team Nederland 2: Jesper Hospes, Michel Mulder en Sjoerd de Vries | Team Nederland 1: ?, ? en ?Team Nederland 2: Jesper Hospes, Michel Mulder en Sjoerd de Vries | Team Nederland 1: ?, ? en ?Team Nederland 2: Jesper Hospes, Michel Mulder en Sjoerd de Vries | Team Nederland 1: ?, ? en ?Team Nederland 2: Jesper Hospes, Michel Mulder en Sjoerd de Vries | Team Nederland 1: ?, ? en ?Team Nederland 2: Jesper Hospes, Michel Mulder en Sjoerd de Vries | Team Nederland 1: ?, ? en ?Team Nederland 2: Jesper Hospes, Michel Mulder en Sjoerd de Vries | Team Nederland 1: ?, ? en ?Team Nederland 2: Jesper Hospes, Michel Mulder en Sjoerd de Vries |
| Teamsprint | Vrouwen  | Trok zich terug                                                                              | Trok zich terug                                                                              | Trok zich terug                                                                              | Trok zich terug                                                                              | Trok zich terug                                                                              | Trok zich terug                                                                              | Trok zich terug                                                                              | Trok zich terug                                                                              | Trok zich terug                                                                              | Trok zich terug                                                                              |

De beste Nederlander per afstand wordt vet gezet

## Podia

### Mannen
| Afstand:   | Goud:                             | Tijd      | Zilver:                    | Tijd      | Brons:                    | Tijd      |
| 1e 500 m   | Dmitry Lobkov Rusland             | 35,11     | Hein Otterspeer Nederland  | 35,14     | Keiichiro Nagashima Japan | 35,20     |
| 2e 500 m   | Tucker Fredricks Verenigde Staten | 35,05     | Michel Mulder Nederland    | 35,12     | Joji Kato Japan           | 35,16     |
| 1000 m     | Shani Davis Verenigde Staten      | 1.08,88   | Stefan Groothuis Nederland | 1.09,00   | Kjeld Nuis Nederland      | 1.09,05   |
| 1500 m     | Shani Davis Verenigde Staten      | 1.46,89   | Kjeld Nuis Nederland       | 1.46,98   | Håvard Bøkko Noorwegen    | 1.47,21   |
| 10.000 m   | Bob de Jong Nederland             | 12.58,47  | Jorrit Bergsma Nederland   | 12.59,34  | Håvard Bøkko Noorwegen    | 13.11,95  |
| Massastart | Jonathan Kuck Verenigde Staten    | 25 punten | Arjan Stroetinga Nederland | 15 punten | Alexis Contin Frankrijk   | 10 punten |
| Teamsprint | Team Nederland 2                  | 1.21,31   | Team Italië/USA            | 1.22.42   | Team Canada               | 1.22.94   |

### Vrouwen
| Afstand:   | Goud:                                          | Tijd                                           | Zilver:                                        | Tijd                                           | Brons:                                         | Tijd                                           |
| 1e 500 m   | Yu Jing China                                  | 38,03                                          | Margot Boer Nederland                          | 38,30                                          | Heather Richardson Verenigde Staten            | 38,51                                          |
| 2e 500 m   | Jenny Wolf Duitsland                           | 37,93                                          | Yu Jing China                                  | 38,01                                          | Heather Richardson Verenigde Staten            | 38,28                                          |
| 1000 m     | Heather Richardson Verenigde Staten            | 1.15,82                                        | Ireen Wüst Nederland                           | 1.16,48                                        | Marrit Leenstra Nederland                      | 1.16,54                                        |
| 1500 m     | Ireen Wüst Nederland                           | 1.56,01                                        | Marrit Leenstra Nederland                      | 1.57,35                                        | Diane Valkenburg Nederland                     | 1.58,05                                        |
| 5000 m     | Martina Sáblíková Tsjechië                     | 6.52,50                                        | Stephanie Beckert Duitsland                    | 6.53,36                                        | Claudia Pechstein Duitsland                    | 7.05,37                                        |
| Massastart | Mariska Huisman Nederland                      | 33 punten                                      | Claudia Pechstein Duitsland                    | 20 punten                                      | Foske Tamar van der Wal Nederland              | 15 punten                                      |
| Teamsprint | Niet doorgegaan vanwege gebrek aan deelnemers. | Niet doorgegaan vanwege gebrek aan deelnemers. | Niet doorgegaan vanwege gebrek aan deelnemers. | Niet doorgegaan vanwege gebrek aan deelnemers. | Niet doorgegaan vanwege gebrek aan deelnemers. | Niet doorgegaan vanwege gebrek aan deelnemers. |